# Negative Dialektik

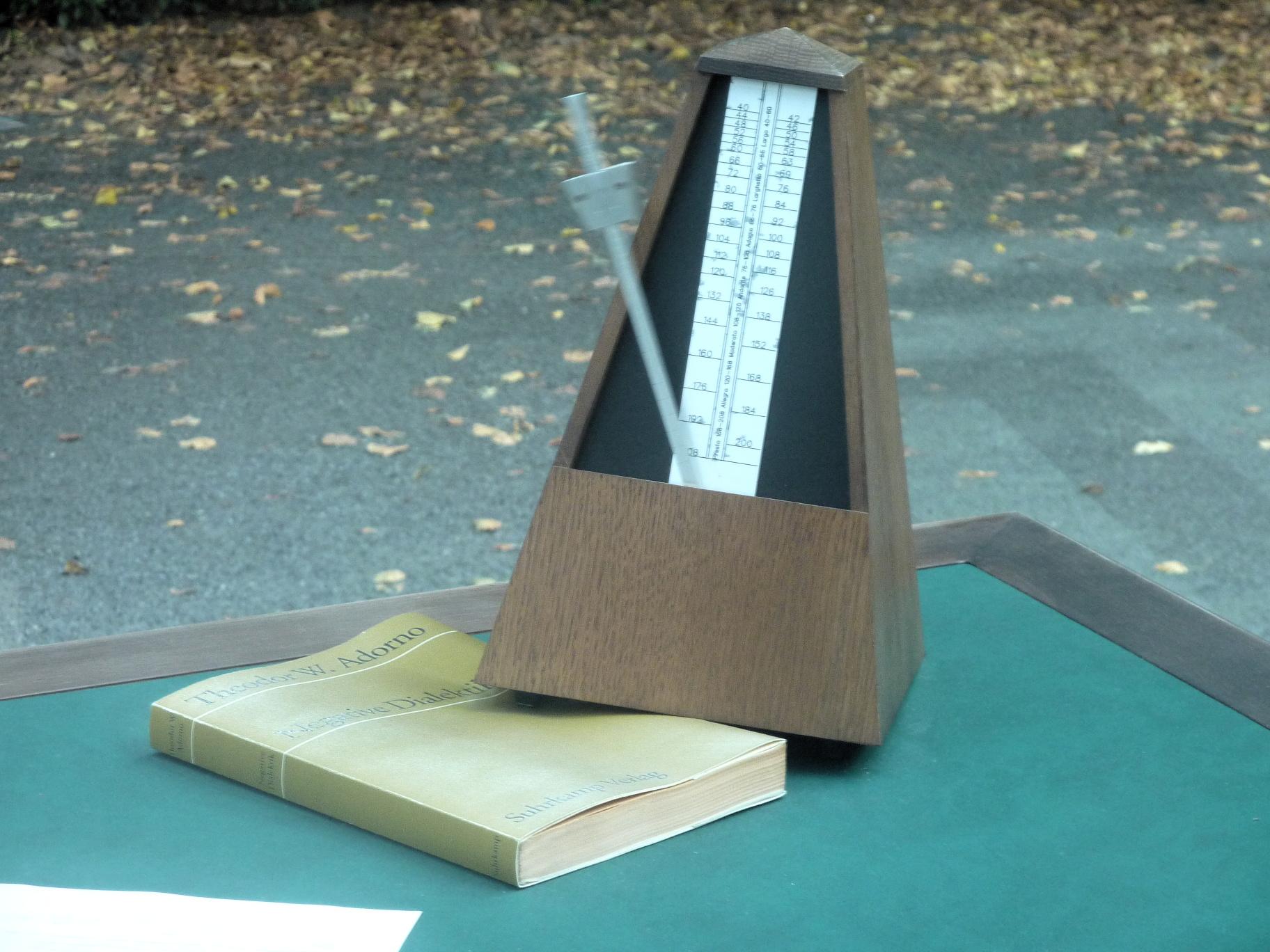
Erstausgabe der Negativen Dialektik im Frankfurter Adorno-Denkmal

Negative Dialektik ist der Titel eines 1966 erschienenen Werks des Philosophen Theodor W. Adorno. Zugleich ist negative Dialektik ein Synonym für die adornosche Philosophie, als deren Programm sie begriffen werden kann.
Adorno betrachtete die Negative Dialektik als Hauptwerk seines Schaffens, mit dem er an das in den 1930er Jahren gemeinsam mit Max Horkheimer entwickelte Projekt einer „dialektischen Logik“ anknüpft.
Nach Günter Figal lässt sich Adorno nirgends sonst „so ausführlich auf systematische Erörterungen und auf die Auseinandersetzung mit philosophischen Grundpositionen ein“, ohne dass das Buch einen systematischen Entwurf im klassischen Sinne darstelle, sondern eher eine „Methodologie“ seiner „materialen Arbeiten“.

## Inhalt
Den systematischen Ausgangspunkt der Negativen Dialektik, wie auch der adornoschen Philosophie überhaupt, bildet die Kritik Hegels an Kants Bestimmung des transzendentalen Subjekts in der Kritik der reinen Vernunft. Diese Kritik, in der Hegel die Verbindungslosigkeit zwischen erkennendem Subjekt auf der einen und Objekt bzw. Absolutem (dem Ding an sich bei Kant) auf der anderen Seite als Verleugnung der Wahrheit ansah, wird von Adorno ausdrücklich geschätzt. Hierin sieht Letzterer die „Wahrheit Hegels“ und es ist die Vermittlung von Subjekt und Objekt in der Dialektik, die sowohl das Fundament bei Hegel als auch bei Adorno bildet.
Im gleichen Moment betont Adorno nun allerdings die Unwahrheit Hegels, die wiederum darin besteht, dass dieser die „Ungleichheit im Begriff der Vermittlung“ letztlich nicht anerkenne. Diese Ungleichheit in der Vermittlung besage, dass „das Subjekt ganz anders ins Objekt [falle] als dieses in jenes.“ Aus diesem Grund erhalte sich das Objekt dem Subjekt „gegenüber immer als Anderes“. Adorno bezeichnet dieses Andere auch als Nichtidentisches bzw. genauer als das mit dem Subjekt nicht Identische. Der Begriff des Nichtidentischen hat dabei jedoch ausschließlich relativierende Funktion, d. h. es handelt sich um einen Platzhalterbegriff, der – wie schon bei Kant – nicht positiv erkannt werden darf, sondern dessen Sinn vielmehr darin besteht, als Grenzbegriff das Subjekt daran zu erinnern, dass es nicht alles ist.
An anderer Stelle beschreibt Adorno negative Dialektik wie folgt: „Es handelt sich um den Entwurf einer Philosophie, die nicht den Begriff der Identität von Sein und Denken voraussetzt und auch nicht in ihm terminiert, sondern die gerade das Gegenteil, also das Auseinanderweisen von Begriff und Sache, von Subjekt und Objekt, und ihre Unversöhntheit, artikulieren will.“
Unter dem „Auseinanderweisen von Begriff und Sache“ ist zu verstehen, dass die Identifikation (Gleichsetzung, wörtlich: Gleichmachung) einer Sache mit einem Begriff darauf beruht, dass die Gemeinsamkeiten verschiedener Sachen als deren Wesen begriffen werden, und die Identifikation damit etwas von der Identität abschneidet. Abstrahieren die Menschen in Begriffen, so üben sie auf die Dinge einen Zwang aus, der aus dieser Nichtidentität von Sache und Begriff resultiert. Adorno beschreibt mit der negativen Dialektik eine philosophische Kritik an dieser Art identifizierenden Denkens. Er versteht dabei die Methode, die nach der Differenz von Begriff und Sache fragt, auch als sozialkritische Methode, da seiner Meinung nach die Begriffe auf gesellschaftlichen Maßstäben beruhen und damit Teil eines totalen Verblendungszusammenhangs sind (vergleiche den Artikel Kritische Theorie).
An der hegelschen Dialektik kritisiert Adorno, dass Bejahung (Affirmation) nicht aus der Verneinung der Verneinung (aus der Negation der Negation) zu erhalten sei: Da die Bezeichnung des Nichtidentischen wiederum ein Begriff ist, kann das Nichtidentische selbst nicht vollständig erfasst werden; der aus der Nichtidentität resultierende Widerspruch kann daher nicht auf einer höheren Ebene synthetisch aufgelöst werden, sondern verkörpert – gemäß Adorno – absolute, unversöhnliche Gegensätze, die durch das begriffliche Denken hervorgerufen würden. Die Unvollständigkeit (die Nichtidentität) des Begriffs des „Nichtidentischen“ macht die kritische Selbstreflexion des dialektischen Denkers notwendig. Aber: „Selbstreflexion der Aufklärung ist nicht deren Widerruf.“ Insbesondere vor der absoluten Negativität warnt Adorno, da diese als Bejahung der Verneinung selbst Positives sei und damit die Negation widerrufe.

## Bezüge zu anderen Werken
In der Negativen Dialektik sieht Adorno die fundamentalen Überlegungen, die in sehr vielen seiner materialen, inhaltlichen Arbeiten ausgeführt sind. Tatsächlich findet sich der darin beschriebene Denkansatz auch in anderen Werken, auch bereits in früheren, so unter anderem in der gemeinsam mit Max Horkheimer verfassten Dialektik der Aufklärung, ebenso in den Minima Moralia. Aber auch in Werken, die nicht in erster Linie fachphilosophischen Inhalts sind, wie etwa in den Noten zur Literatur oder in den Soziologischen Schriften I, findet sich der negativ dialektische Ansatz. Der Aufsatz Zum Verhältnis von Soziologie und Psychologie liefert eines von vielen Beispielen dafür, wie Adorno mit negativer Dialektik die Wahrheit gesellschaftlicher Kategorien hinterfragt.

## Wirkung und Kritik
Adorno konzipierte die Negative Dialektik als sein philosophisches Hauptwerk. Es gilt als grundlegend für das Verständnis der adornoschen Philosophie. Gershom Scholem bezeichnete die Negative Dialektik als die „keuscheste Verteidigung der Metaphysik“. Da negative Dialektik nicht nur der Titel eines Werks Adornos ist, sondern als programmatischer Begriff die adornosche Philosophie beschreibt, lässt sich die Wirkung der Negativen Dialektik nur beschreiben, wenn man sie im Kontext der adornoschen Arbeiten sieht. (Für eine Darstellung der Kritik an diesem Kontext siehe auch den Artikel Theodor W. Adorno sowie die Artikel zur Dialektik der Aufklärung und zur Kritischen Theorie.) Die Kritik an Adorno bezieht sich oftmals auf das in diesem Buch beschriebene Denken, ohne explizit auf das Werk Negative Dialektik zu verweisen.

## Ausgaben
- Negative Dialektik. Suhrkamp, Frankfurt am Main 1966 (Erstausgabe).
- Gesammelte Schriften, Band 6: Negative Dialektik. Jargon der Eigentlichkeit. Suhrkamp, Frankfurt am Main 1970.
- Vorlesung über Negative Dialektik. Fragmente zur Vorlesung 1965/66. Suhrkamp, Frankfurt am Main 2007.

## Sekundärliteratur
- Axel Honneth, Christoph Menke (Hrsg.): Theodor W. Adorno: Negative Dialektik (= Klassiker auslegen Bd. 28). Akademie, Berlin 2006, ISBN 978-3-05-003046-3.
- Ulrich Müller: Theodor W. Adornos „Negative Dialektik“. WBG, Darmstadt 2006.
- Brian O’Connor: Adorno's Negative Dialectic. Philosophy and the Possibility of Critical Rationality. Cambridge 2005.
- Marc Nicolas Sommer: Das Konzept einer negativen Dialektik. Adorno und Hegel. Mohr Siebeck, Tübingen 2016, ISBN 978-3-16-154082-0.
- Marc Nicolas Sommer, Mario Schärli (Hrsg.): Das Ärgernis der Philosophie. Metaphysik in Adornos Negativer Dialektik. Mohr Siebeck, Tübingen 2019, ISBN 978-3-16-156652-3.
- Anke Thyen: Negative Dialektik und Erfahrung. Zur Rationalität des Nichtidentischen bei Adorno. Suhrkamp, Frankfurt am Main 1989, ISBN 3-518-57977-0.